# Botsay Sándor
Botsay Sándor (angolul: Alexander Botsay) (Magyarország, 1828. – New Orleans, Louisiana, USA, 1913. december 22.) magyar szabadságharcos és katona az amerikai polgárháborúban a déliek oldalán, polgári foglalkozására nézve asztalosmester és ács.

## Élete
Botsay Sándor huszár volt az 1848-49-es magyar szabadságharcban, a világosi fegyverletétel után menekült Amerikába, az 1850-es években asztalosműhelyt nyitott New Orleansban (Louisiana), bátyjának bútorüzlete volt Natchitochesben (Mississippi állam). 1862 áprilisában állt be az európai brigád harmadik ezredébe (Garde Française) New Orleansban az Amerikai Konföderációs Államok oldalán, amelyek az Egyesült Államok szétszakadásáért és a rabszolgaság intézményének fennmaradásáért támadták meg az északi államokat. 
A polgárháború után eredeti mesterségét folytatta tovább. Botsay Sándor jó barátságba került Gaál Sándorral, aki 1870-ben került New Orleansba. Botsay és Gaál Sándor levelezést folytattak Kossuth Lajossal, Klapka Györggyel és más 1848-49-es szabadságharcosokkal, de haláluk után mindent elégettek, hogy semmi ne maradjon utánuk. Botsay Sándor a New Orleans-i temetőben nyugszik. Két leánya maradt utána, az egyik tanítónő volt, de ők már nem beszéltek magyarul. 
(Sok magyar emigránst vonzott a franciás hangulatú New Orleans, például itt telepedett le Grossinger Károly magyar és amerikai szabadságharcos is, aki az amerikai polgárháború után a Dreyfus Drygoods Co.-nál volt üzletvezető, Ruttkay Albert, Kossuth Lajos unokaöccse egy ideig itt nyitott gyapotügynöki irodát, itt élt Vállas Antal tudós, stb.)